# Vana-Antsla
Vana-Antsla („Stará Antsla“, německy Alt-Anzen) je městečko v estonském kraji Võrumaa, samosprávně patřící do obce Antsla. Městečko leží přibližně 5 km severně od Antsly.